# Sig Sauer Mosquito

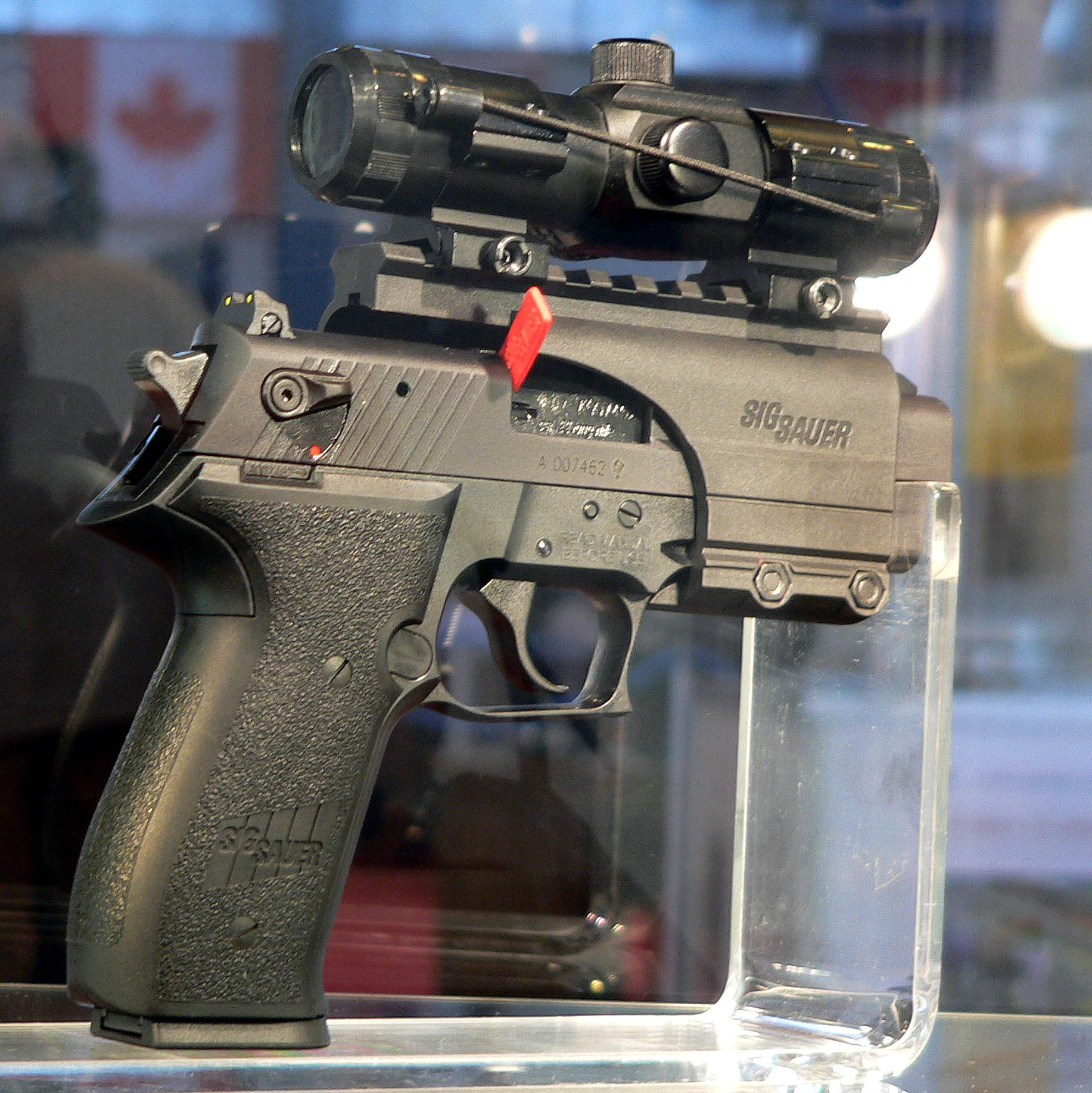
SIG Mosquito

Le Sig Sauer Mosquito est un pistolet semi-automatique chambré en .22 Long Rifle, fondé sur le Sig Sauer P226. Il possède une carcasse polymère équipé d'un rail Picatinny et un chargeur de dix coups.
Il est classé en France comme arme de catégorie B1 (anciennement 4e catégorie).

## Caractéristiques
- Longueur : 183 mm
- Hauteur : 134 mm
- Largeur : 37 mm
- Poids total : 700 grammes